# Kompania Moskiewska
Kompania Moskiewska  (ang. Muscovy Company) – angielska spółka akcyjna, powstała w 1555 roku w Londynie z inicjatywy grupy kupców zainteresowanych handlem z krajami Dalekiego Wschodu w celu znalezienia przejścia północno-wschodniego z Europy do Chin – pierwsza większa spółka akcyjna na terenie Anglii. Do 1658 roku sprawowała w Anglii monopol na handel z Carstwem Rosyjskim, a ostatecznie działalność Kompanii ustała w roku 1917.

## Nazwa
Spółka nosiła w przeciągu swego istnienia wiele nazw, m.in. Company of Merchant Adventurers, Merchant Adventurers of England for the Discovery of Lands, Territories, Isles, Dominions and Seignories Unknown, Mystery and Company of Merchant Venturers for the Discovery of Regions, Dominions, Islands and Places Unknown czy Russia Company.

## Historia

### Kontekst historyczny
Znane szlaki morskie z Europy do Azji – wokół południowych krańców Afryki i Ameryki Południowej – zostały zmonopolizowane przez Portugalię i Hiszpanię, a szlaki lądowe były długie i uciążliwe . Anglia (a także Holandia i Francja) została pozbawiona morskich dróg handlowych do Azji wokół Afryki i Ameryki Południowej – stąd narodziła się potrzeba znalezienia alternatywnej drogi morskiej z Europy do Azji. Poszukiwania takiej alternatywnej drogi morskiej na północy były początkowo skoncentrowane na kierunku zachodnim – pierwsze próby podjęto pod koniec XV w. Zainteresowanie kierunkiem wschodnim przyszło w połowie XVI w. Poszukiwania organizowane były przede wszystkim przez Anglię i Holandię .

### Powstanie spółki
W Anglii pomysłodawcą poszukiwań północnej drogi morskiej do Azji był kupiec z Bristolu, Robert Thorne.
18 grudnia 1551 roku kupcy angielscy zawiązali spółkę – Company of Merchant Adventurers – na czele której stanął żeglarz Sebastian Cabot (1472–1557), poszukiwacz przejścia północno-zachodniego. Zaawansowany wiekiem Cabot nie prowadził już sam wypraw, lecz służył wiedzą i doświadczeniem.

### Pierwsza wyprawa (1553)
W 1553 roku Kompania sfinansowała pierwszą wyprawę angielską w poszukiwaniu szlaku do Azji na północnym wschodzie. Na czele wyprawy stanął sir Hugh Willoughby (1516–1554), czołowym statkiem dowodził Stephen Borough (1525–1584), a głównym pilotem wyprawy został Richard Chancellor (zm. 1556).
Trzy statki opuściły ujście Tamizy w lecie 1553 roku, opłynęły Skandynawię, ale u północnych wybrzeży Norwegii zostały rozdzielone przez sztorm. 
Willoughby pożeglował dalej na wschód, docierając do wód okalających Nową Ziemię – widział ląd, lecz trudne warunki lodowe uniemożliwiły mu dalszą podróż. W drodze powrotnej statek Willoughby’ego utknął w lodzie przy Półwyspie Kolskim, ani on, ani nikt z jego załogi nie przeżył arktycznej zimy. 
Tymczasem statek Borougha z Chancellorem na pokładzie skierował się na południe, pokonał wolne od lodów Morze Białe i zakotwiczył w ujściu Dwiny, gdzie angielscy żeglarze założyli faktorię handlową (dzisiejszy Archangielsk). Chancellor udał się do Moskwy na zaproszenie cara Rosji zainteresowanego handlem z Anglią Iwana IV Groźnego (1530–1584), skąd wrócił z porozumieniami handlowymi. 

### Spółka akcyjna (1555)
Nawiązanie kontaktów uznane zostało za ogromny sukces, a 26 lutego 1555 roku spółka została spółką akcyjną (ang. joint-stock corporation). Udziały w spółce wycenione były początkowo na £25 – od 1564 roku na £200. W przedsięwzięciu udział miało 200–240 inwestorów, a 28 współpracowało z Cabotem w prowadzeniu spółki. Spółka została objęta protektoratem królewskim i otrzymała wyłączność na handel z Rosją oraz przywilej eksploracji regionów no północ, północny wschód i północny zachód od Anglii. Ponadto car Iwan IV Groźny przyznał jej prawo bezcłowego handlu na terenie Rosji  i przez kilka lat Kompania obsługiwała cały handel rosyjski z Europą. Z Rosji eksportowano łój, futra, filc, jutę, maszty statków i olinowanie. 
W 1556 roku Stephen Borough (1525–1584) popłynął w kolejną wyprawę Kompanii Moskiewskiej, której celem było dotarcie do ujścia rzeki Ob, jednak został zatrzymany przez masy lodu przy wejściu na Morze Karskie . Raport Borough’a o niezwykle trudnych warunkach klimatycznych spowodował brak zainteresowania kierunkiem północno-wschodnim przez kolejne 25 lat. Sama Kompania skupiła się na handlu z Rosją  – eksportowała angielskie tekstylia a z Rosji sprowadzała futra.
W roku 1561 przedstawiciel Kompanii Anthony Jenkinson udał się Wołgą na południe, dotarł do zdobytego w 1556 roku przez Rosjan Astrachania, a następnie przeprawił się przez burzliwe Morze Kaspijskie do Persji, gdzie został przyjęty na dworze szacha w Kazwinie, ale żadnego porozumienia nie zdołał zawrzeć. Podpisał natomiast porozumienie handlowe z Szyrwanem. Podobnie nieudanymi okazały się następne wyprawy do Persji podejmowane w latach 1564–1580. Kompania musiała konkurować tam z kupcami holenderskimi.
Choć cieszyła się wyłącznością na eksplorację kierunku północno-zachodniego, Kompania nie była tym zainteresowana. Kilku żeglarzy musiało zwrócić się bezpośrednio do króla, kiedy Kompania odmówiła im wsparcia w poszukiwaniu przejścia północno-zachodniego. Ekspedycje Martina Frobishera (1535–1594), Johna Davisa (1550–1605) i George’a Weymoutha sfinansowała Tajna Rada Wielkiej Brytanii (ang. Privy Council). 

### Dalsze poszukiwania przejścia północno-wschodniego
Kolejna wyprawa w poszukiwaniu przejścia północno-wschodniego została zorganizowana dopiero w 1580 roku – wysłano dwa statki pod dowództwem Arthura Peta i Charles’a Jackmana szlakiem Borough’a w celu eksploracji dalszej drogi. Pet znalazł cieśninę oddzielającą odkrytą przez Borough’a wyspę Wajgacz od stałego lądu – Jugorski Szar, lecz z uwagi na niesprzyjające warunki musiał zawrócić. Statek Jackmana zaginął wraz z całą załogą. 
Po 1581 roku zainteresowanie angielskie przejściem zmalało – według Millsa (2003) przyczyną było pogorszenie się stosunków między Anglią a Rosją w latach 1582–1583, a nie niepowodzenie wyprawy Peta. 
W 1607 roku Kompania Moskiewska zleciła angielskiemu żeglarzowi Henry’emu Hudsonowi (1565–1611) poszukiwania przejścia do Japonii i Chin przy biegunie północnym . Przekonany o istnieniu nieskutego lodem morza polarnego udał się na północ; po napotkaniu mas lodu skierował się na wschód, docierając na Spitsbergen . W kolejnym roku także finansowany przez Kompanię Moskiewska popłynął trasą między Svalbardem a Nową Ziemią – jednak po napotkaniu mas lodu zawrócił do Anglii . Jego raport o licznych stadach wielorybów stał się przyczynkiem do powstania brytyjskiego przemysłu wielorybniczego, w którym Kompania miała niewielki udział.

## Znaczenie
Niezależnie od nieosiągnięcia swego głównego celu – znalezienia przejścia północno-wschodniego, Kompania Moskiewska była nowatorskim przedsięwzięciem na wielką skalę. Była pierwszą większą spółką akcyjną w Anglii, wzorem dla następnych tego typu zamierzeń. Ok. 1630 roku Kompania przestała funkcjonować jako spółka akcyjna i została przekształcona w przedsięwzięcie, gdzie kupcy handlowali każdy na własny rachunek . Handel z Rosją przynosił znaczne dochody i trwał przez stulecia, z jedyną przerwą w latach 1646–1660, kiedy to angielscy kupcy nie mieli prawa wstępu do cesarstwa. W 1698 roku Kompania utraciła w Anglii monopol na handel z Rosją . Ostatecznie działalność Kompanii ustała w roku 1917.